# Красна Поляна (Армавір)
Красна Поляна — хутір в Краснодарському краї, у складі муніципального утворення місто Армавір. Центр Приреченського сільського округу.
Населення — 3 051 мешканців (2002).
Хутір розташован на лівому березі Кубані, за 6 км північніше центру міста Армавір, навпроти станиці Прочноокопська, з якою з'єднана автомобільним мостом. Поруч з хутором розтошован аеродром Армавір. На півночі межує з житловою забудовою міста Новокубанськ.